# Chrysosoma hargreavesi
Chrysosoma hargreavesi är en tvåvingeart som beskrevs av Charles Howard Curran 1927. Chrysosoma hargreavesi ingår i släktet Chrysosoma och familjen styltflugor.
Artens utbredningsområde är Sierra Leone. Inga underarter finns listade i Catalogue of Life.